# ميخائيل جاكوب
ميخائيل جاكوب (بالإنجليزية: Michael Jacob)‏ هو لاعب قذف أيرلندي، ولد في 2 أغسطس 1980 في Oulart ‏ في جمهورية أيرلندا.